# Länsväg Z 606

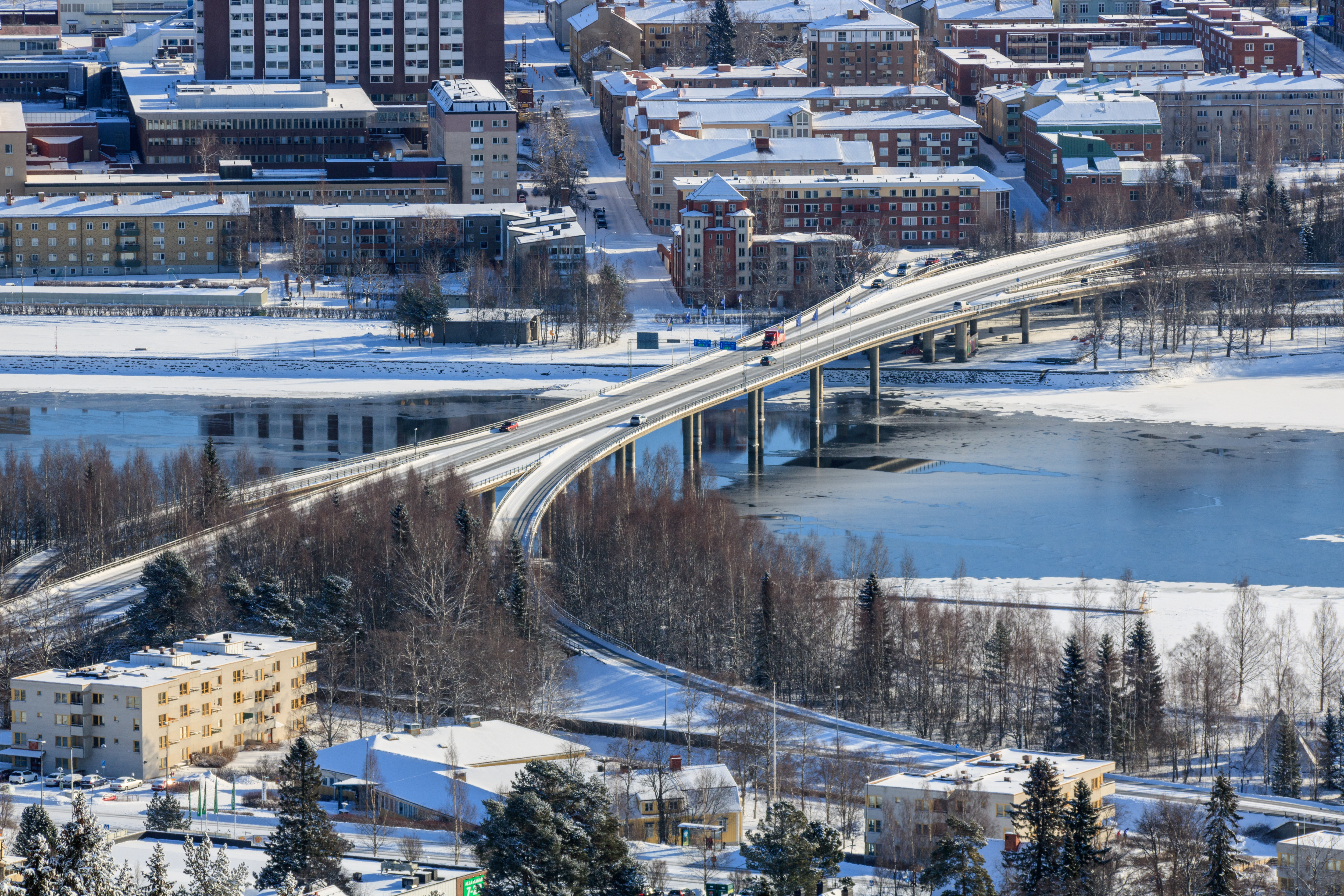
Länväg 606 går över Frösöbron mellan Östersund och Frösön.

Länsväg Z 606 är en övrig länsväg i Östersunds kommun i Jämtlands län som går mellan Rådhusgatan (Länsväg Z 605) i centrala Östersund och ön Frösön. Vägen är åtta kilometer lång, asfalterad och är till större delen belägen inom tätorten Östersund. Den passerar bland annat Hornsberg, där den efter en slinga runt Östberget, via bland annat Långåker och Tanne, möter sig själv.
Mellan Rådhusgatan och Frösöbron utgör vägen en del av Färjemansgatan. På Frösön går den sedan i en sluten slinga längs Frösövägen, Nybovägen, Byvägen och Bergsgatan.
Vägen ansluter till:
- Länsväg Z 605 (vid Östersund)
- Länsväg Z 592 (vid trafikplats Frösöbron västra)